# 中間駅

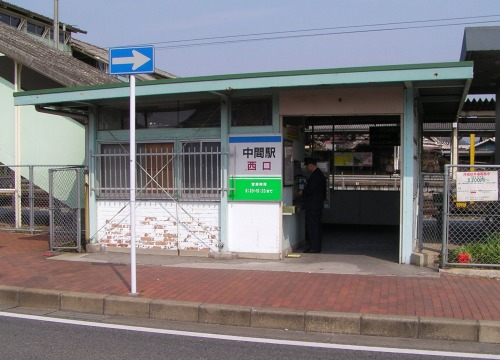
西口（2007年3月）

中間駅（なかまえき）は、福岡県中間市中央二丁目にある、九州旅客鉄道（JR九州）筑豊本線（福北ゆたか線）の駅である。駅番号はJC24。かつては当駅から香月線が分岐していた。

## 歴史
- 1891年（明治24年）8月30日：筑豊興業鉄道（1891年8月、筑豊鉄道に改称）が開設[1][4]。筑豊興業鉄道が若松 - 直方間を開通させた際、途中駅として設けられていたのが折尾駅と当駅だけであった[4]。
- 1893年（明治26年）6月20日：黒崎 - 当駅間短路線開通。
- 1897年（明治30年）10月1日：筑豊鉄道を九州鉄道（初代）が合併[5]。
- 1907年（明治40年）7月1日：九州鉄道が国有化され帝国鉄道庁の駅となる[6]。
- 1908年（明治41年）7月1日：当駅 - 香月間貨物支線（後の香月線）開業[4]。
- 1911年（明治44年）10月1日：香月線が旅客業務取扱開始[4]。
- 1974年（昭和49年）3月5日：貨物業務取扱廃止[7]。
- 1985年（昭和60年）
  - 3月14日：荷物扱い廃止[7]。
  - 4月1日：香月線全線廃止[1]。
- 1987年（昭和62年）4月1日：国鉄分割民営化に伴い、九州旅客鉄道（JR九州）の駅となる[8]。
- 2000年（平成12年）12月13日：自動改札機を設置し、供用開始[9]。
- 2009年（平成21年）3月1日：ICカード「SUGOCA」の利用が可能となる[10]。
- 2011年（平成23年）2月1日：エレベーターが設置され利用開始[11]。
- 2017年（平成29年）3月4日：駅員配置が朝のラッシュ時（6時30分 - 8時30分）のみとなる[12][13]。若松駅 - 新入駅間の11駅の駅遠隔案内システム「ANSWER」のサポートセンターを設置。
- 2020年（令和2年）12月12日：接近メロディを導入（2021年3月31日まで）
- 2022年（令和4年）9月22日：遠賀川橋梁下り線補修工事による当駅 - 鞍手駅間を単線として暫定運行することに伴い、1番線を使用停止とし、2番線を鞍手・直方・新飯塚方面乗り場、3番線を折尾・黒崎・若松方面乗り場にそれぞれ変更[14]。
- 2023年（令和5年）10月1日：駅営業形態をJR九州サービスサポートによる業務委託駅から[15]、九州旅客鉄道本体による直営駅へ変更[16]。

## 駅構造
単式ホーム1面1線と島式ホーム1面2線の合計2面3線を有する地上駅。駅舎は単式ホーム東側に接して置かれ、二つのホームを跨線橋が結ぶ。その跨線橋から駅西側にも通路が伸びており、西口駅舎が置かれている。時期は不明だが中線の架線の一部（2両編成パンタグラフ停車位置）が補強されている。
直営駅。マルス端末設置駅で、みどりの窓口が東側の駅舎にある。2017年3月4日より駅員配置は早朝の6時30分から8時30分までの時間帯のみとなり、それ以外の時間帯は無人になる。西口の駅舎には自動券売機が一台設置されている。自動券売機の設置は東側の駅舎にもある。
2010年秋頃から国およびJRと中間市の協議でエレベータ設置工事が始まり、翌年春に東側の単式ホームと西側の島式ホームにそれぞれ完成した。

### のりば
| のりば | 路線         | 方向 | 行先             | 備考       |
| ------ | ------------ | ---- | ---------------- | ---------- |
| 1      | 福北ゆたか線 |      |                  | 使用停止中 |
| 2      | 福北ゆたか線 | 下り | 直方・新飯塚方面 |            |
| 3      | 福北ゆたか線 | 上り | 折尾・若松方面   |            |

- 2002年1月時点では平日・土曜日に折尾駅 - 当駅間の区間列車があった。[17]

## 利用状況
2020年（令和2年）度の1日平均乗車人員は1,255人である。
2019年（令和元年）次の1日平均乗車人員は1,696人である。
| 乗車人員推移 | 乗車人員推移 |
| 年度         | 1日平均人数  |
| ------------ | ------------ |
| 2016年       | 1,868        |
| 2017年       | 1,783        |
| 2018年       | 1,764        |
| 2019年       | 1,641        |
| 2020年       | 1,255        |

| 乗車人員推移 | 乗車人員推移 |
| 年次         | 1日平均人数  |
| ------------ | ------------ |
| 2003年       | 2,383        |
| 2004年       | 2,279        |
| 2005年       | 2,147        |
| 2006年       | 2,092        |
| 2007年       | 2,093        |
| 2008年       | 2,045        |
| 2009年       | 1,978        |
| 2010年       | 2,012        |
| 2011年       | 1,979        |
| 2012年       | 1,988        |
| 2013年       | 1,994        |
| 2014年       | 1,979        |
| 2015年       | 1,895        |
| 2016年       | 1,878        |
| 2017年       | 1,808        |
| 2018年       | 1,762        |
| 2019年       | 1,696        |

## 駅周辺
かつての中間市の繁華街である昭和町商店街に隣接しているが、現在の市の中心はイオンなかま店のある蓮花寺地区に移っている。中間駅から筑豊電鉄通谷駅までの「ふれあい大通り」には中央公民館・市民図書館・なかまハーモニーホール・市立病院等の公共施設を始め、銀行・娯楽施設・飲食店が建ち並び、市内外からも多くの客が訪れている。
一方、駅の南方向に伸びる道は「もやい通り」と呼ばれ、道沿いの旧香月線跡地には世界各地の石像のレプリカが立ち並ぶ珍しい遊歩道（屋根の無い博物館）が人々の目を楽しませている。「もやい（催合・舫い）」とは昔の言葉で「結びつき・共同・協働」と言った意味があり、炭鉱産業が全盛の頃から仕事仲間や兄弟姉妹、隣近所同士で物を「もやい分け」しあっていたことから付けられた。
なお中間市役所は隣の筑前垣生駅が最寄り駅である。
- 中央公民館
- 中間市民図書館
- なかまハーモニーホール
- 中間市立病院
- 筑豊電気鉄道 通谷駅（徒歩15分程度）
- 中鶴団地
- 岡部マイカ工業所
- 福岡県道203号中間水巻線

## バス路線
西鉄バス北九州による運行で、東口側に「JR中間駅前」バス停、西口側に「中間駅西口」バス停がある。両方のバス停を経由する系統もある。主に中間駅と駅東側の市街地や駅北側の住宅地を結ぶ。
- 61：JR中間駅前 - 通谷電停 - 筑鉄中間
- 61：JR中間駅前 - 鳥森 - 筑鉄中間
- 67：JR中間駅前 - 岩瀬東町 - 中鶴北部 - 中間駅西口 - 新手 - 筑鉄中間・香月営業所
- 67：中間駅西口 - 中鶴北部 - 岩瀬東町 - JR中間駅前 - 通谷電停 - 筑鉄中間・香月営業所

## 隣の駅
九州旅客鉄道（JR九州）
 福北ゆたか線（筑豊本線）
■快速（下りのみ運転）・■普通
東水巻駅（JC25） - 中間駅（JC24） - 筑前垣生駅（JC23）

### かつて存在した路線
日本国有鉄道（国鉄）
香月線
中間駅 - 新手駅

### 記事本文